# Greenview (Illinois)
Greenview es una villa ubicada en el condado de Menard en el estado estadounidense de Illinois. En el Censo de 2010 tenía una población de 778 habitantes y una densidad poblacional de 352,98 personas por km².

## Geografía
Greenview se encuentra ubicada en las coordenadas 40°5′6″N 89°44′26″O / 40.08500, -89.74056. Según la Oficina del Censo de los Estados Unidos, Greenview tiene una superficie total de 2.2 km², de la cual 2.2 km² corresponden a tierra firme y (0%) 0 km² es agua.

## Demografía
Según el censo de 2010, había 778 personas residiendo en Greenview. La densidad de población era de 352,98 hab./km². De los 778 habitantes, Greenview estaba compuesto por el 97.04% blancos, el 0.39% eran afroamericanos, el 0.39% eran amerindios, el 0.13% eran asiáticos, el 0% eran isleños del Pacífico, el 0.13% eran de otras razas y el 1.93% pertenecían a dos o más razas. Del total de la población el 1.29% eran hispanos o latinos de cualquier raza.